# World Register of Marine Species
The World Register of Marine Species (WoRMS) – baza danych, której rola polega na zapewnieniu autorytatywnego i pełnego zbioru nazw organizmów morskich.

## Zawartość
Zbiory zawarte w rejestrze są edytowane i aktualizowane przez zespół naukowców, który jest podzielony na wydziały pod względem grup organizmów. Zajmuje się on taksonowaniem i kontrolą jakości przetwarzanych informacji. Do zadań WoRMS należy utrzymywanie prawidłowych nazw wszystkich organizmów morskich, dostarczanie informacji na temat synonimów oraz nieprawidłowych nazw, co jest niezbędne, ponieważ proces odkrywania i opisywania nowych gatunków jest procesem kontynuowanym, a wszelkie aktualizacje są na bieżąco publikowane.

## Historia
Tworzenie WoRMS zostało zapoczątkowane w 2008, gdy dokonano przejęcia zasobów Europejskiego Rejestru Gatunków Morskich, którego działalność była finansowana w przede wszystkim przez Unię Europejską. Miejscem realizacji projektu był Flanders Marine Institut (Flandryjski Instytut Morski) w Ostendzie w Belgii i tam również zlokalizowano siedzibę World Register of Marine Species. W następnej kolejności podpisano umowy dotyczące korzystania z baz danych Global Biodiversity Information Facility i Encyclopedia of Life, które zapewniają przedstawianie pełnych informacji w zakresie pełnej różnorodności biologicznej. Dzięki temu do 2010 stworzono pełny rejestr wszystkich gatunków morskich zgodny z danymi Census of Marine Life. Do lutego 2016 WoRMS zawierał dane dotyczące 230389 gatunków morskich, z czego dane dotyczące 221026 zostały potwierdzone. Obecnie celem WoRMS jest ujęcie w rejestrze wszystkich ok. 240000 gatunków.